# Anthodioctes analuizae
Anthodioctes analuizae är en biart som först beskrevs av Urban 1998.  Anthodioctes analuizae ingår i släktet Anthodioctes och familjen buksamlarbin. Inga underarter finns listade i Catalogue of Life.